# Ose réducteur

Forme réductrice du glucose

Un ose réducteur est un type d'ose possédant un groupe aldéhyde ou capable d'en former un par isomérie. La forme hémiacétal cyclique d'un aldose peut s'ouvrir pour présenter une fonction aldéhyde, et certains cétoses peuvent par tautomérie se transformer en aldoses. Cependant les acétals, notamment ceux formant des liaisons polyosidiques, ne peuvent pas facilement devenir des aldéhydes libres. Cette fonction aldéhyde permet à l'ose d'agir comme réducteur, comme dans la réaction de Tollens, le test de Benedict, ou la réaction de Fehling.

## Chimie
Un ose est qualifié de réducteur seulement si sa forme à chaîne ouverte comporte une fonction aldéhyde ou un groupe hémiacétal libre. Les aldoses, monosaccharides contenant une fonction aldéhyde qui peut être oxydée, font partie de cette famille, contrairement aux cétoses, qui comportent eux une fonction cétone. Cependant, certains cétoses peuvent subir une isomérisation  par une série de tautoméries pouvant résulter en l'apparition d'une fonction aldéhyde qui pourra par la suite être oxydée. Ainsi, certains cétoses comme le fructose sont considérés comme des oses réducteurs, même si c'est en réalité son isomère porteur d'une fonction aldéhyde qui pourra être oxydée, puisqu'une fonction cétone ne peut pas être oxydée sans décomposition du sucre. Ce type d'isomérisation est catalysé par les bases présentes dans les solutions tests pour détecter la présence d'aldéhydes.

## Exemples
On compte parmi les oses réducteurs le glucose, le glycéraldéhyde et le galactose. Beaucoup de disaccharides, tels que le lactose et le maltose ont aussi une forme réductrice, car l'une des deux unités peut avoir une forme en chaîne ouverte porteuse d'une fonction aldéhyde. Cependant, le saccharose et le tréhalose, dans lesquels les carbones anomères des deux unités sont liées ensemble, sont des disaccharides non réducteurs car aucun de leurs cycles n'est capable de s'ouvrir.

Équilibre entre les formes cycliques et chaîne ouverte du maltose

Dans les polymères de glucose, tels que l'amidon et ses dérivés (sirop de glucose), la maltodextrine et la dextrine, la  macromolécule commence par un ose réducteur comportant un aldéhyde libre. Les amidons plus hydrolysés contiennent plus de fonctions réductrices. 

## Détection
Le réactif de Benedict et la liqueur de Fehling sont utilisés pour tester la présence d'oses réducteurs. Ceux-ci réduisent les ions cuivre(II) présents dans les solutions tests en ions cuivre(I), qui forment ensuite des précipités rouge brique d'oxyde de cuivre(I). L'acide 3,5-dinitrosalicylique est un autre test permettant des mesures spectrophotométriques quantitatives de la présence d'oses réducteurs.
Les oses réducteurs peuvent aussi être détectés par l'ajout de réactif de Tollens. Ajouté en présence d'aldéhyde, il précipite en argent métallique, formant souvent un « miroir d'argent » sur les surfaces en verre propres.
Les oses possédant une fonction acétal ou cétal ne sont pas des oses réducteurs car il ne possèdent pas de fonction aldéhyde libre. Ils ne réagissent donc avec aucune de ces solutions-test. Cependant, un oside non réducteur peut être hydrolysé en utilisant de l'acide chlorhydrique dilué. Après hydrolyse et neutralisation de l'acide, le produit peut contenir des oses réducteurs qui donneront des réactions normales avec ces solutions-test.
Tous les glucides réagissent au test de Molisch, mais il est plus rapide avec des monosaccharides.